# Школа художньої гімнастики Дерюгіних
Школа художньої гімнастики Дерюгіних — школа художньої гімнастики (СДЮШОР) в Києві. Організована і керована Альбіною Миколаївною Дерюгіною. Пізніше до її роботи підключилася її дочка — Ірина Дерюгіна.

## Історія виникнення школи
З початку 70-х Альбіна Миколаївна змусила з повагою ставитися до київської школи художньої гімнастики, коли у складі тодішньої збірної СРСР з'явилися київські гімнастки, що стали чемпіонками світу у групових вправах. Першою серед них була Жанна Васюра. Слідом за нею прославилася як чемпіонка світу Ірина Дерюгіна, яка тренувалася у своєї матері. Разом з нею медалі зі світових та європейських першостей привозили Ольга Щоголєва, Ольга Плохова, Вікторія Сірих, Людмила Євтушенко.
Рівно через 10 років після тріумфального ходу Ірини Дерюгіної, дует матері і дочки представили світу Олександру Тимошенко і Оксану Скалдіну, а також Елліну Хозлу, яка прославилася в групових вправах. Олімпіада 1992 в Барселоні принесла Тимошенко титул абсолютної чемпіонки, а Скалдіній — бронзову медаль.
У Школі Дерюгіних тренувалися на зборах молоді Катерина Серебрянська і Олена Вітриченко. Серебрянська завоювала на Олімпійських іграх 1996 в Атланті «золото», Вітриченко — «бронзу». Проте, треба зауважити, що основними тренерами у цих гімнасток були відповідно Л. Серебрянська та М. Вітриченко і власне до Дерюгіної та їхній школі вони практично не мали ніякого стосунку.
В даний час у школі тренуються провідні українські гімнастки, чемпіонки світу Тамара Єрофеєва, Ганна Бессонова, Наталія Годунко, Олена Дзюбчук, Єлизавета Карабаш.
Гімнастки і тренери багатьох країн прагнуть приїхати в Київ і потренуватися під невсипущим і авторитетним поглядом українських тренерів. Наприклад, гімнастки Норвегії, Кореї, Японії, Фінляндії, Естонії у свій час проходили підготовку в столиці України. Багато українських тренерів призводять до перемог спортсменок інших країн. Серед них: Естонія, Іспанія, США, Хорватія, Португалія.
Альбіна Дерюгіна готується представити світові нових зірок. У цьому їй всіма силами допомагає не тільки дочка і перший помічник Ірина Дерюгіна, яка складає все композиції українських гімнасток, але й інші наставники. Це — заслужений тренер України Лідія Яворська, чемпіонки світу Вікторія Безсонова та Еліна Хозлу, чемпіонка Європи Галина Бєлоглазова, майстри спорту Валерія Заєць і Марина Кардаш, а також багато інших.
В 2020 році Головний офіс та спортивний зал Школи Дерюгіних, що знаходився у Міжнародному центрі культури і мистецтв (колишньому «Жовтневому палаці») починаючи з 1957 року було переміщено.

## Кубок Дерюгіної
Кожен рік починаючи з 1992 року в Україні проводяться змагання з художньої гімнастики — «Кубок Дерюгіної».

## Видатні випускники
- Ірина Дерюгіна - чемпіонка світу з багатоборства 1977 року, чемпіонка світу з багатоборства 1979 року.
- Олександра Тимошенко - Олімпійська чемпіонка 1992 року в багатоборстві, чемпіонка Європи 1988 року в багатоборстві (разом з Адріаною Дунавською та
- Оксана Скалдіна - чемпіонка світу 1991 року в багатоборстві, бронзова призерка Олімпійських ігор 1992 року в багатоборстві
- Катерина Серебрянська - чемпіонка фіналу Кубка Європи 1995 року, чемпіонка світу 1995 року в багатоборстві (разом з Марією Петровою), чемпіонка Європи 1996 року в багатоборстві, чемпіонка Олімпійських ігор 1996 року в багатоборстві.
- Вікторія Стадник - бронзова призерка командного чемпіонату світу 1995 року.
- Тамара Єрофєєва - чемпіонка світу з багатоборства 2001 року, переможниця фіналу Кубку світу з багатоборства 2002 року, срібна призерка чемпіонату Європи з багатоборства 2002 року, переможниця Всесвітньої Універсіади 2001 року
- Безсонова Ганна  - чемпіонка світу з багатоборства 2007 року, дворазова бронзова призерка Олімпійських ігор з багатоборства (Афіни, 2004 рік, Пекін, 2008 рік)
- Наталія Годунко - чемпіонка Європи 2005 року у стрічці та чемпіонка фіналу Кубку світу 2006 року у вправах на скакалці.
- Аліна Максименко - 3-тя чемпіонка світу 2013 року у фіналі з булавами.
- Ганна Різатдінова - бронзова призерка Олімпійських ігор 2016 року, срібна призерка чемпіонату світу з багатоборства 2013 року, золота призерка у вправах з обручем.
- Вікторія Мазур - 3-разова бронзова призерка чемпіонату світу в командному заліку.
- Анастасія Мульміна - 3-разова призерка Універсіади
- Елеонора Романова - бронзова призерка чемпіонату світу 2014 року в командних змаганнях (разом з Ганною Різатдіновою та Вікторією Мазур).
- Олена Д'яченко  - 2-разова призерка фіналу Гран-прі
- Катерина Луценко - 2-разова призерка Універсіади
- Вікторія Онопрієнко - 2-разова призерка фіналу Гран-прі
- Таїсія Онофрійчук - 3-разова призерка фіналу Гран-прі